# Hellas Verona
Hellas Verona FC is een Italiaanse voetbalclub uit de stad Verona in Noord-Italië.
In 1903 werd de club door studenten opgericht als Hellas. In 1907 speelde de club voor het eerst tegen teams van buiten de stad. Uit die tijd stamt al de grote rivaliteit met Vicenza. Na vele fusies en doorstarten werd de naam in 1995 definitief Hellas Verona F.C. Hellas Verona heeft bijna altijd tussen de Serie A en Serie B op en neer gependeld.
Het hoogtepunt in de geschiedenis is het winnen van de Scudetto, het Italiaanse landskampioenschap, in 1985. De ploeg onder leiding van trainer-coach Osvaldo Bagnoli startte niet als favoriet aan de competitie, maar met spelers als Preben Elkjær Larsen en Hans-Peter Briegel bleek Hellas na 34 wedstrijden toch de sterkste.
In 2001 promoveerde stadsgenoot Chievo Verona naar de Serie A. In 2001/2002 werd Verona de vijfde Italiaanse stad met een derby in de Serie A. Dat jaar degradeerde Hellas ook naar de Serie B en werd zo voorlopig voorbijgestreefd door het 'kleine broertje' Chievo.
Zeer bekend in Italië zijn de fanatieke fans van Hellas, de Brigate Gialloblú. Ze staan bekend als extreemrechts en gewelddadig, maar ook als bloedfanatieke fans die hun club door dik en dun steunen. In het seizoen 2000/2001 volgde Hellasfan Tim Parks een jaar lang de supporters naar alle uitwedstrijden en schreef er een boek over: Een seizoen met Hellas Verona. Hierin werd dat beeld genuanceerd. In 2007 degradeerde de club naar de derde klasse. In 2011 promoveerde Hellas terug naar de Serie B, twee jaar later gevolgd door promotie naar de Serie A door als tweede te eindigen in de Serie B, op drie punten van kampioen US Sassuolo. In het seizoen 2015/16 eindigde de club als 20ste en laatste in de Serie A en degradeerde naar de Serie B.
Na een jaar afwezigheid keerde de club in de Serie B 2016/17 weer terug naar de Serie A. Hellas Verona eindigde met 74 punten als tweede en promoveerde daardoor rechtstreeks naar de Serie A. Rivaal SPAL 2013 was net iets beter en eindigde met vier punten verschil (78 punten) op de eerste plek. Frosinone Calcio, dat een seizoen eerder samen met Hellas Verona degradeerde uit de Serie A, eindigde met 74 punten als derde wegens het betere doelsaldo van Hellas Verona en mocht hierdoor fluiten naar rechtstreekse promotie.
Aan het einde van het seizoen 2017/18 degradeerde Hellas Verona naar de Serie B, net als Benevento en FC Crotone. Aan het eind van het seizoen 2018/2019 eindigde Hellas Verona na een wisselvallig seizoen als vijfde in de Serie B en mocht het meedoen aan de playoffs.
Na hierin achtereenvolgens Perugia, Pescara en Citadella te hebben verslagen mocht Hellas het nog maar weer eens opnieuw gaan proberen in de Serie A, terwijl stadsgenoot en 'kleine broertje' Chievo gedegradeerde naar de Serie B.

## Erelijst
- Serie A

1985
- Serie B

1957, 1982, 1999

## Eindklasseringen
- 1946 4e
Serie B
- 1947 8e
Serie B
- 1948 2e
Serie B
- 1949 11e
Serie B
- 1950 9e
Serie B
- 1951 9e
Serie B
- 1952 10e
Serie B
- 1953 13e
Serie B
- 1954 7e
Serie B
- 1955 15e
Serie B
- 1956 9e
Serie B
- 1957 1e
Serie B
- 1958 18e
Serie A
- 1959 6e
Serie B
- 1960 8e
Serie B
- 1961 15e
Serie B
- 1962 4e
Serie B
- 1963 7e
Serie B
- 1964 5e
Serie B
- 1965 14e
Serie B
- 1966 6e
Serie B
- 1967 14e
Serie B
- 1968 2e
Serie B
- 1969 10e
Serie A
- 1970 12e
Serie A
- 1971 8e
Serie A
- 1972 13e
Serie A
- 1973 10e
Serie A
- 1974 16e
Serie A
- 1975 3e
Serie B
- 1976 11e
Serie A
- 1977 7e
Serie A
- 1978 10e
Serie A
- 1979 16e
Serie A
- 1980 13e
Serie B
- 1981 16e
Serie B
- 1982 1e
Serie B
- 1983 4e
Serie A
- 1984 6e
Serie A
- 1985 1e
Serie A
- 1986 10e
Serie A
- 1987 4e
Serie A
- 1988 10e
Serie A
- 1989 11e
Serie A
- 1990 16e
Serie A
- 1991 2e
Serie B
- 1992 16e
Serie A
- 1993 12e
Serie B
- 1994 11e
Serie B
- 1995 10e
Serie B
- 1996 2e
Serie B
- 1997 17e
Serie B
- 1998 7e
Serie B
- 1999 1e
Serie B
- 2000 9e
Serie A
- 2001 14e
Serie A
- 2002 15e
Serie A
- 2003 13e
Serie B
- 2004 19e
Serie B
- 2005 7e
Serie B
- 2006 15e
Serie B
- 2007 18e
Serie B
- 2008 17e
Serie C1
- 2009 7e
Prima Divisione
- 2010 3e
Prima Divisione
- 2011 5e
Prima Divisione
- 2012 4e
Serie B
- 2013 2e
Serie B
- 2014 10e
Serie A
- 2015 13e
Serie A
- 2016 20e
Serie A
- 2017 2e
Serie B
- 2018 19e
Serie A
- 2019 5e
Serie B
- 2020 9e
Serie A
- 2021 10e
Serie A
- 2022 9e
Serie A
- 2023 17e
Serie A
- 2024 13e
Serie A
- 2025 14e
Serie A

- Serie A
- Serie B
- Prima Divisione

| Seizoen   | №  | Clubs | Divisie | Duels | Winst | Gelijk | Verlies | Doelsaldo | Punten | Tsch   | Coppa Italia |
| --------- | -- | ----- | ------- | ----- | ----- | ------ | ------- | --------- | ------ | ------ | ------------ |
| 2011–2012 | 4  | 22    | Serie B | 42    | 23    | 9      | 10      | 60–41     | 78     | 14.084 | 8e finale    |
| 2012–2013 | 2  | 22    | Serie B | 42    | 23    | 13     | 6       | 67–32     | 82     | 15.402 | 8e finale    |
| 2013–2014 | 10 | 20    | Serie A | 38    | 16    | 6      | 16      | 62–68     | 54     | 21.172 | 4e ronde     |
| 2014–2015 | 13 | 20    | Serie A | 38    | 11    | 13     | 14      | 49–65     | 46     | 19.299 | 8e finale    |
| 2015–2016 | 20 | 20    | Serie A | 38    | 5     | 13     | 20      | 34–63     | 28     | 18.194 | 8e finale    |
| 2016–2017 | 2  | 22    | Serie B | 42    | 20    | 14     | 8       | 64–40     | 74     | 14.774 | 4e ronde     |
| 2017–2018 | 19 | 20    | Serie A | 38    | 7     | 4      | 27      | 30–78     | 25     | 17.333 | 8e finale    |
| 2018–2019 | 5  | 19    | Serie B | 36    | 13    | 13     | 10      | 49–46     | 52     | 10.574 | 3e ronde     |
| 2019–2020 | 9  | 20    | Serie A | 38    | 12    | 13     | 13      | 47-51     | 49     | 11.430 | 3e ronde     |
| 2020–2021 | 10 | 20    | Serie A | 38    | 11    | 12     | 15      | 46-48     | 45     | --     | 4e ronde     |
| 2021–2022 | 9  | 20    | Serie A | 38    | 14    | 11     | 13      | 65-59     | 53     | --     | 2e ronde     |
| 2022–2023 | 17 | 20    | Serie A | 38    | 7     | 10     | 21      | 31-59     | 31     | --     | 1e ronde     |
| 2023–2024 | 13 | 20    | Serie A | 38    | 9     | 11     | 18      | 38-51     | 38     | --     | 2e ronde     |
| 2024–2025 | 14 | 20    | Serie A | 38    | 10    | 7      | 21      | 34-66     | 37     | --     | 1e ronde     |

## Hellas in Europa
Hellas Verona is sinds 1970 actief in diverse Europese competities. Hieronder staat voor elke competitie opgelijst in welke seizoenen de club eraan deelnam:
- Europacup I (1x)

1985/86
- UEFA Cup (2x)

1983/84, 1987/88
- Mitropacup (2x)

1970, 1973

## Bekende (oud-)spelers
- Valon Behrami
- Thomas Berthold
- Erjon Bogdani
- Dario Bonetti
- Roberto Boninsegna
- Hans-Peter Briegel
- Cristian Brocchi
- Mauro Camoranesi
- Claudio Caniggia
- Mattia Cassani
- Antonio Di Gennaro
- Dirceu
- Urby Emanuelson
- Sébastien Frey
- Mario Frick
- Alberto Gilardino
- Giuseppe Galderisi
- Filippo Inzaghi
- Jorginho
- Preben Elkjær Larsen
- Martin Laursen
- Dailon Livramento
- Rafael Márquez
- Emiliano Mascetti
- Adrian Mutu
- Cyril Ngonge
- Tijjani Noslin
- Massimo Oddo
- Angelo Peruzzi
- Paolo Rossi
- Javier Saviola
- Anthony Šerić
- Dragan Stojković
- Panagiotis Tachtsidis
- Damiano Tommasi
- Luca Toni
- Roberto Tricella
- Gianfranco Zigoni
- Wladyslaw Zmuda

## Trainer-coaches
| Van        | Tot        | Naam                    | Duels | W | G | V |
| ---------- | ---------- | ----------------------- | ----- | - | - | - |
| 01.07.2019 | 28.05.2021 | Ivan Jurić              |       |   |   |   |
| 02.05.2019 | 30.06.2019 | Alfredo Aglietti        |       |   |   |   |
| 21.07.2018 | 01.05.2019 | Fabio Grosso            |       |   |   |   |
| 01.07.2016 | 30.06.2018 | Fabio Pecchia           |       |   |   |   |
| 01.12.2015 | 30.06.2016 | Luigi Delneri           |       |   |   |   |
| 09.11.2010 | 30.11.2015 | Andrea Mandorlini       |       |   |   |   |
| 01.07.2010 | 30.06.2011 | Giovanni Colella        |       |   |   |   |
| 01.07.2010 | 08.11.2010 | Giuseppe Giannini       |       |   |   |   |
| 10.05.2010 | 21.06.2010 | Giovanni Vavassori      |       |   |   |   |
| 01.07.2009 | 30.06.2010 | Gianmarco Remondina     |       |   |   |   |
| 23.12.2006 | 30.06.2007 | Giampiero Ventura       |       |   |   |   |
| 01.07.2006 | 22.12.2006 | Massimo Ficcadenti      |       |   |   |   |
| 01.01.2004 | 30.06.2004 | Sergio Maddè            |       |   |   |   |
| 01.07.2003 | 30.06.2004 | Sandro Salvioni         |       |   |   |   |
| 01.07.2001 | 30.06.2003 | Alberto Malesani        |       |   |   |   |
| 01.07.2000 | 30.06.2001 | Attilio Perotti         |       |   |   |   |
| 01.07.1998 | 30.06.2003 | Giambattista Pastorello |       |   |   |   |
| 01.02.1998 | 30.06.1998 | Sergio Maddè            |       |   |   |   |
| 01.07.1996 | 30.03.1998 | Luigi Cagni             |       |   |   |   |
| 01.07.1995 | 30.06.1996 | Attilio Perotti         |       |   |   |   |
| 01.07.1994 | 30.06.1995 | Bortolo Mutti           |       |   |   |   |
| 01.07.1992 | 30.06.1993 | Edoardo Reja            |       |   |   |   |
| 01.07.1991 | 30.06.1992 | Nils Liedholm           |       |   |   |   |
| 01.07.1990 | 30.06.1991 | Eugenio Fascetti        |       |   |   |   |
| 01.07.1981 | 30.06.1990 | Osvaldo Bagnoli         |       |   |   |   |
| 01.07.1979 | 30.06.1980 | Fernando Veneranda      |       |   |   |   |
| 19.11.1978 | 30.06.1979 | Giuseppe Chiappella     |       |   |   |   |
| 01.07.1978 | 12.11.1978 | Luigi Mascalaito        |       |   |   |   |
| 01.07.1975 | 30.06.1978 | Ferruccio Valcareggi    |       |   |   |   |
| 01.07.1972 | 30.06.1975 | Giancarlo Cadé          |       |   |   |   |
| 20.12.1970 | 30.06.1972 | Ugo Pozzan              |       |   |   |   |
| 01.07.1969 | 14.12.1970 | Renato Lucchi           |       |   |   |   |
| 01.07.1968 | 30.06.1969 | Giancarlo Cadé          |       |   |   |   |
| 01.07.1966 | 30.06.1968 | Nils Liedholm           |       |   |   |   |
| 01.07.1964 | 30.06.1965 | Giancarlo Cadé          |       |   |   |   |
| 01.07.1958 | 30.06.1959 | Giuseppe Viani          |       |   |   |   |
| 01.07.1949 | 30.06.1950 | László Székely          |       |   |   |   |
| 01.07.1941 | 30.06.1942 | Karl Stürmer            |       |   |   |   |
| 01.07.1933 | 30.06.1934 | Imre Janos Bekey        |       |   |   |   |
| 01.07.1929 | 30.06.1932 | Andras Kuttik           |       |   |   |   |
| 01.01.1928 | 30.06.1928 | Imre Janos Bekey        |       |   |   |   |
| 01.07.1925 | 30.06.1926 | Imre Schoffer           |       |   |   |   |
| 01.07.1924 | 30.06.1925 | Ferenc Molnár           |       |   |   |   |